# Sankt Clara Kloster (Roskilde)
 For alternative betydninger, se Sankt Clara Kloster (flertydig). (Se også artikler, som begynder med Sankt Clara Kloster)
Sankt Clara Kloster blev som det fjerde af Roskildes fem klostre oprettet i 1256. Det lå lige uden for Roskildes befæstning.
Klosteret var viet til Sankt Clara og tilhørte franciskanernes søsterorden Clarisserne.
Klosteret i Roskilde er et af ordenens første nord for Alperne. Pengene til etablering af klostret kom fra den rige Grevinde Ingerd af Regenstein datter af tidens største jordejer, Jakob Sunesen af Møn. Hun fik i 1257 pavelig tilladelse til at indtræde i ordenen uden at aflægge fattighedsløfte.
Klosteret brændte i 1302 men blev genopbygget. Det husede 40 nonner og var ved reformationen rigt takket være store testamentariske gaver og medgifter for adelsdøtre, som skulle forsørges i klosteret. I 1561 blev klosteret og en del af dets jordegods givet til Københavns Universitet. Bygningerne blev revet ned og en halv million mursten blev brugt på Selsø Slot. Resterne af klosteret blev fjernet i 1843, hvor det meste af fundamentet blev brudt op. I dag er der ingen spor efter hverken kirke eller kloster.